# 呉警察署
呉警察署（くれけいさつしょ）は呉市にある広島県警察が管轄する警察署の一つである。

## 所在地
- 広島県呉市西中央二丁目2番4号

## 管轄区域
- 呉市（広島県広警察署の管轄区域を除く。）

## 沿革
- 1877年7月安芸郡宮原村に広島警察署宮原分署が設置される。
- 1886年11月安芸郡和庄村に呉警察署が設置される。
- 1948年3月呉市警察本部が設置され、呉市呉警察署に改称する。
- 1954年7月広島県呉警察署に改称する。
- 2018年4月音戸警察署を統合。

## 交番
（）内は所在地。
- 海岸交番（呉市海岸1丁目）
- 呉駅交番（呉市宝町）
- 警固屋交番（呉市警固屋4丁目）
- 天応交番（呉市天応南町）
- 東中央交番（呉市東中央3丁目）
- 本通二丁目交番（呉市本通2丁目）
- 本通六丁目交番（呉市本通6丁目）
- 宮原交番（呉市宮原6丁目）
- 焼山交番（呉市焼山中央1丁目）
- 吉浦交番（呉市吉浦本町1丁目）

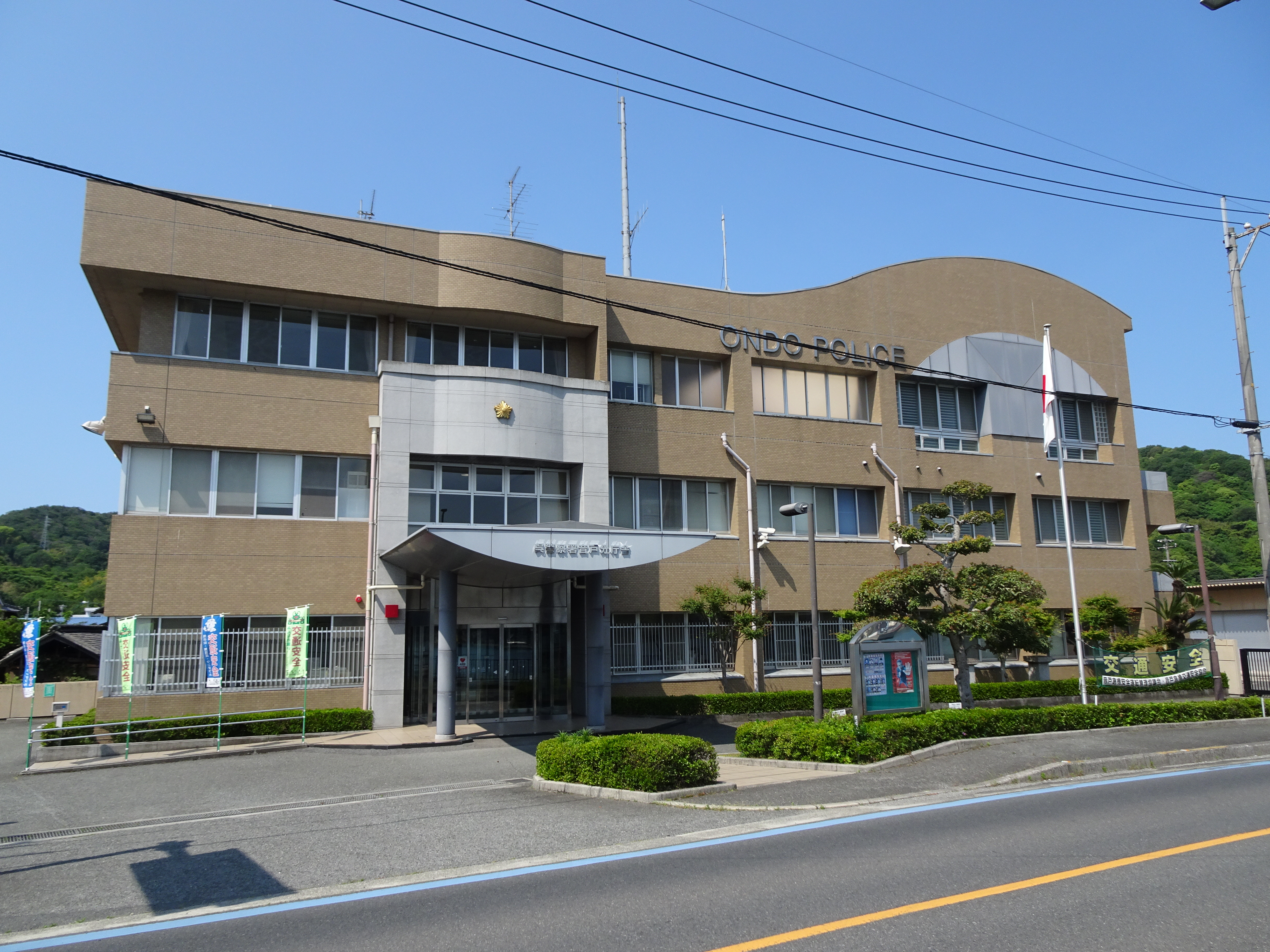
音戸分庁舎（音戸交番）

- 音戸交番（旧・音戸警察署）（呉市音戸町南隠渡一丁目11番48号）

## 警察官駐在所
- 須川警察官駐在所（呉市倉橋町須川宮西平）
- 田原警察官駐在所（呉市音戸町田原一丁目）
- 畑警察官駐在所（呉市音戸町畑三丁目）
- 本浦警察官駐在所（呉市倉橋町本浦上河内）
- 室尾警察官駐在所（呉市倉橋町室尾）